# Sandra Schwartz
Sandra Schwartz (født 1979) er en dansk forfatter og skriveunderviser.